# Basilika Johannes Enthauptung

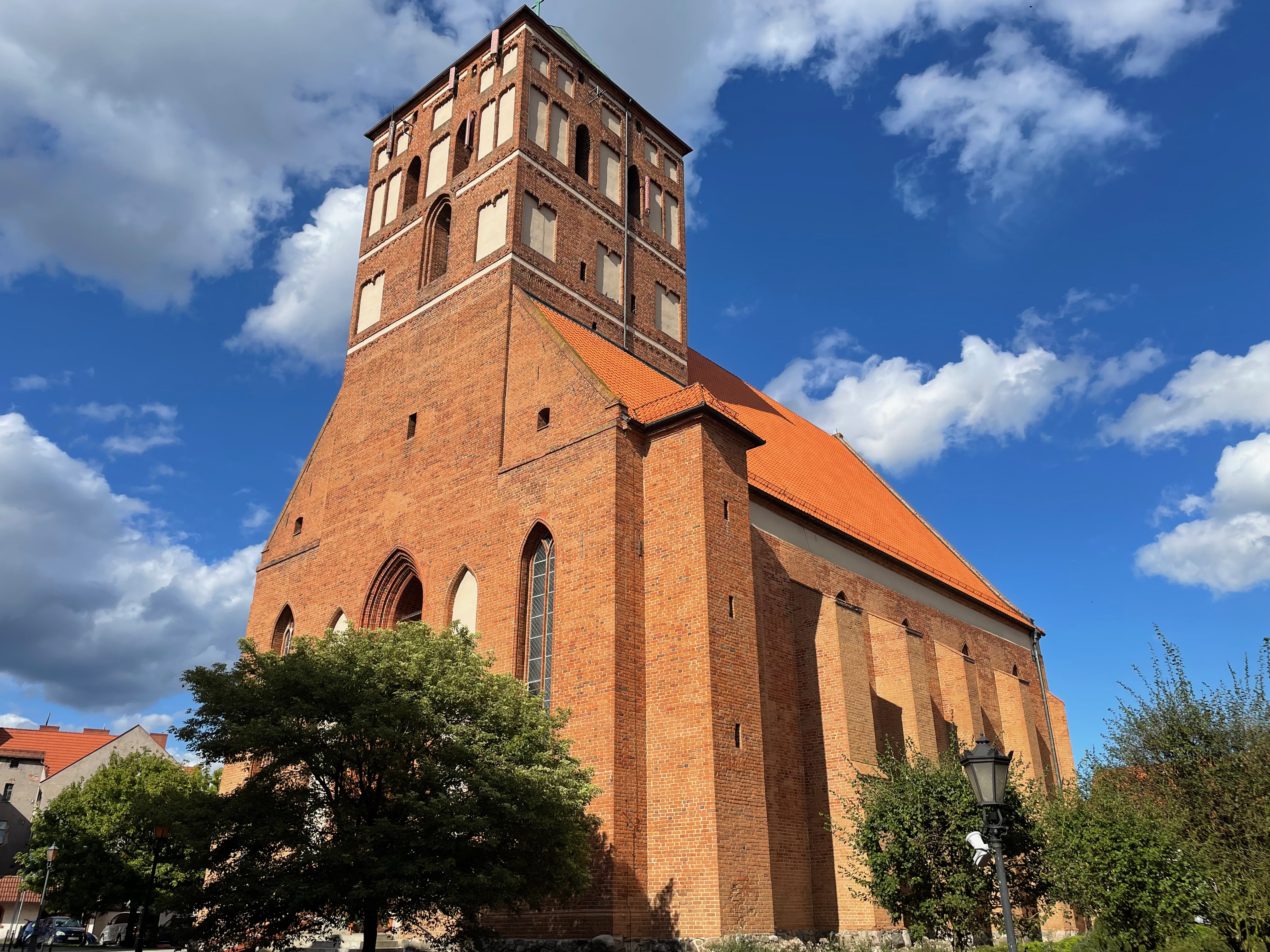
Basilika Johannes Enthauptung

Die Basilika Johannes Enthauptung (polnisch Bazylika Mniejsza pw. Ścięcia św. Jana Chrzciciela) ist eine römisch-katholische Kirche in Chojnice in der polnischen Woiwodschaft Pommern. Die älteste Kirche der Stadt wurde im 14. Jahrhundert im Stil der pommerschen Backsteingotik gebaut. Die Kirche des Bistums Pelplin trägt den Titel einer Basilica minor.

## Geschichte
An der Stelle der früheren Holzkirche wurde 1340 mit dem Bau der Kirche von der Chorseite aus begonnen. Nach der Fertigstellung 1360 erfolgte 1365 die Kirchweihe durch Bischof Piotr. Im Zuge der Reformation war die Kirche 1555 bis 1616 protestantisch. Von den danach angefügten drei Kapellen ist nur die Marienkapelle erhalten.
Die Kirche wurde durch Brände wiederholt beschädigt. Nach dem Brand 1657 dauerte der Wiederaufbau 21 Jahre. Beim Brand 1733 ging auch das Pfarrarchiv verloren. Die Kirchengewölbe konnten erst 1924 ersetzt werden. Zu Beginn des Zweiten Weltkriegs wurden 1939 alle Glasmalereien zerstört, der Brand am Ende des Krieges 1945 erforderte einen zehn Jahre langen Wiederaufbau. Im Jahr 1993 verlieh Papst Johannes Paul II. der Kirche den Titel einer Basilica minor.

## Architektur

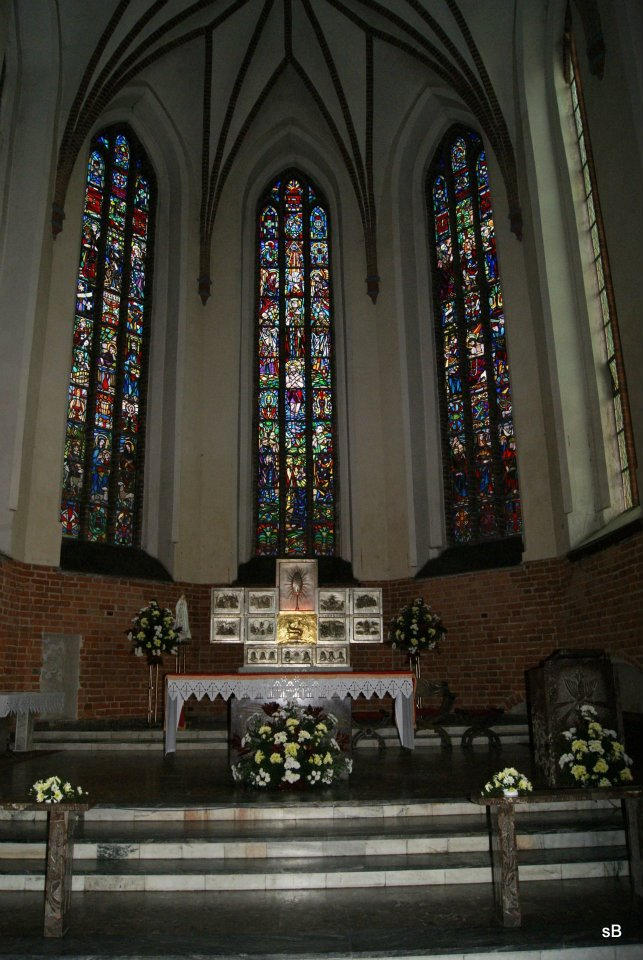
Chorraum

Die dreischiffige Hallenkirche wurde im Stil der pommerschen Backsteingotik aus rotem Backstein auf einem Fundament aus Granitblöcken erbaut. Der Kirchenbau ist 46 Meter lang, fast 20 Meter breit und 14,6 Meter hoch. Der quadratische Turm an der Westseite bildet das Hauptportal. In der Verlängerung des Hauptschiffes befindet sich der Chorraum mit einem Altar. Das Hauptschiff wird von einem Sterngewölbe überspannt, die Seitenschiffe sind mit Kreuzrippengewölben bedeckt. Im westlichen Teil des Hauptschiffes befindet sich eine Empore mit der Orgel. Die Wände des Kirchenschiffs sind mit Polychromie verziert. Im Nordschiff liegt der Eingang zu den durch eine Glasplatte sichtbaren Krypten, in denen unter anderem der Danziger Maler Herman Han beigesetzt wurde. Dieser hatte Fresken und Gemälde für die Kirche geschaffen.

## Ausstattung
Die Chorfenster sind mit Glasmalereien verziert, die hauptsächlich die Figur des heiligen Johannes des Täufers darstellen. Der aus dem Feuer gerettete neugotische Hauptaltar wurde durch einen Silberaltar ersetzt, der Szenen aus dem Evangelium zeigt. Im südlichen Seitenschiff befinden sich zwei Seitenaltäre für das Herz Jesu und den hl. Josef.
In der Marienkapelle steht eine Kopie der Schönen Madonna von Toruń aus dem dortigen Dom. Von der ursprünglichen Kirchenausstattung ist nur noch das barocke Taufbecken in Form eines Kelchs vom Anfang des 18. Jahrhunderts erhalten. Sein Deckel zeigt die Figuren von Christus und dem hl. Johannes.